# قرارداد پیشگیری از خودکشی
قرارداد پیشگیری از خودکشی قراردادی است که طی آن تعهد می‌شود دست به خودکشی زده نشود. این قرارداد بیشتر بین شاغلان در حرفهٔ پزشکی و مراجعان افسرده بسته می‌شود. معمولاً از مراجع خواسته می‌شود که پیش از عملی کردن تصمیم به خودکشی با روان‌درمانگران صحبت کند. «این قراردادها گرچه به طور گسترده استفاده می‌شوند اما بیش از حد مهم گرفته شده‌اند». استدلال شده‌است که «در واقع ممکن است چنین قراردادهایی خطر خودکشی را افزایش دهد چون ممکن است روانپزشکان به اشتباه احساس امنیت کنند و حالت گوش‌به‌زنگ بودنشان کاهش بیابد». همچنین دلیل آورده‌اند که شاید این قراردادها مراجع را خشمگین یا معذب کند و توسل به زور و اجبار را وارد پروسهٔ درمان کند.  